# Linkerbruggetje
Het Linkerbruggetje in de Nederlandse stad Almelo is een smalle voetgangersbrug uit 1890 over het kanaal Almelo-Nordhorn naast het Banisgemaal. De brug geeft fietsers en voetgangers doorgang vanaf de Sluiskade richting de Gravenallee.
De brug is als draaibrug gebouwd, maar is na een renovatie een vaste oeververbinding geworden. De brug is een rijksmonument. Naast de tuien zijn er een houten brugdek en ijzeren brugleuningen. In het midden op het draaipunt hangt sinds een renovatie weer een lantaarn, die naar de zijkanten een rood licht uitstraalt om aan te geven dat de brug in die richting geen doorgang geeft.
De brug wordt Linkerbrug of Linkerbruggetje genoemd naar de laatste actieve brugwachter Linker. Voor die tijd stond de brug bekend als Tukkertsbrug vernoemd naar de nabijgelegen boerderij Tukkert. Ook is de naam Kippenbruggetje in gebruik.